# Ralph Freeman (1911-1998)
Pour les articles homonymes, voir Ralph Freeman et Freeman.
Sir Ralph Freeman, né le 3 février 1911 à Finchley en Londres et mort le 24 août 1998 à Limpsfield, comté de Surrey, est un ingénieur civil britannique

## Biographie
Il est le fils de Sir Ralph Freeman, fondateur de Freeman, Fox & Partners. Il est né à Graden, Hendon Avenue, Church End, Finchley, borough londonien de Barnet, le 3 février 1911.
Il a été élève à la Uppingham School, comté de Rutland, puis étudiant au Worcester College de l'Université d'Oxford où il est diplômé en science de l'ingénierie. Étudiant, il a passé ses vacances à travailler dans l'entreprise de construction métallique Dorman Long, dans ses ateliers de Middlesbrough puis sur ses chantiers de Londres, à la construction du pont de Lambeth et à l'élargissement du pont Putney au-dessus de la Tamise.
Après avoir été diplômé, il a passé sept années, entre 1932 et 1939, en Rhodésie et en Afrique du Sud, pour Dorman Long. Il se marie au Cap, en 1939, avec Joan Rose. Pendant ces années, il a participé à la construction du pont Otto Breit et l'arche métallique du  de Birchenough. Entre ces deux chantiers, il a passé six mois au Danemark sur un chantier de construction d'un tablier métallique de 3,1 km du pont rail-route de Storstrøm que construit Dorman Long, puis sur une jetée pour pipe-line sur la Medway pour l'entreprise Braithwaite & Co.
En 1939, il est embauché par la société d'ingénieurs conseils Freeman, Fox & Partners et travaille sur la réalisation de la Royal Naval Propellant factory à Caerwent, Monmouthshire. Pendant la seconde Guerre mondiale il est incorporé dans le Corps des Royal Engineers et travaille dans l'établissement des ponts expérimentaux de Christchurch. Il a mis au pont un pont suspendu réalisé à partir d'éléments de pont Bailey. Enfin, il a été chef ingénieur du 21e Groupe d'Armée pour la construction de ponts Bailey en France, Belgique, Hollande et Allemagne. En 1945 il est nommé à titre militaire membre l'ordre de l'Empire britannique (MBE) et grand-croix de l'ordre d'Orange-Nassau. Il a continué à servir dans l'armée territoriale après la guerre.
Il a rejoint Freeman, Fox & Partners après la guerre et est devenu associé en 1947. En 1949, le roi George VI l'a pris pour ingénieur conseil. Il conservé ce poste avec la reine Élisabeth II jusqu'en 1976. La même année, Freeman Fox est chargé de concevoir et de coordonner les bâtiments pour le Festival of Britain et, en particulier, a conçu la structure en acier et aluminium du Dôme de la découverte (Dome of Discovery). Ralph Freeman remplace son père sur ce projet après sa mort brutale. Il est nommé commandeur de l'ordre de l'Empire britannique (CBE) en 1952.
Dans les années 1950, la société Freeman, Fox & Partners s'est développée dans les ouvrages d'art, dans des projets de construction de centrales de production d'électricité, hydraulique ou thermique. En 1963, il est devenu associé principal (senior partner) de Freeman, Fox & Partners et l'est resté jusqu'à sa retraite en 1979.Pendant cette période, la société a travaillé sur les projets d'autoroute M2 et M5, le pont routier sur le Forth, pont sur la Severn, les deux ponts sur le Bosphore (pont du Bosphore et pont Fatih Sultan Mehmet), et le tunnel du métro de Hong-Kong. Il a aussi été personnellement impliqué dans les conséquences de la rupture du caisson du tablier métallique du pont de Milford Haven ou Cleddau Bridge et du West Gate Bridge franchissant le fleuve Yarra, à Melbourne.
Son ouvrage le plus important est la conception et la réalisation du pont du Humber qui est mis en service deux ans après sa retraite, en 1981.

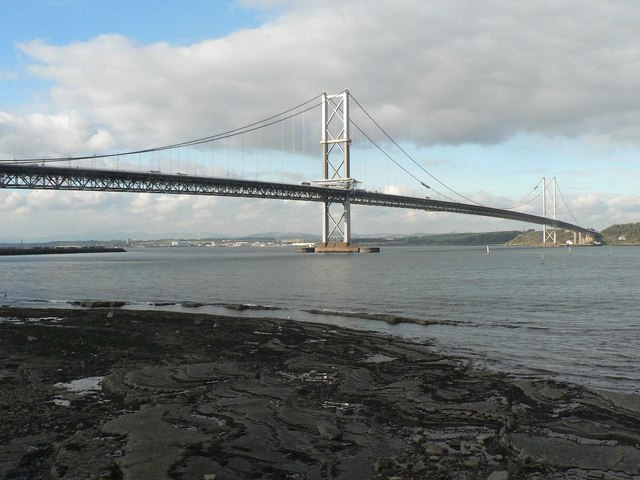
Pont routier sur le Forth
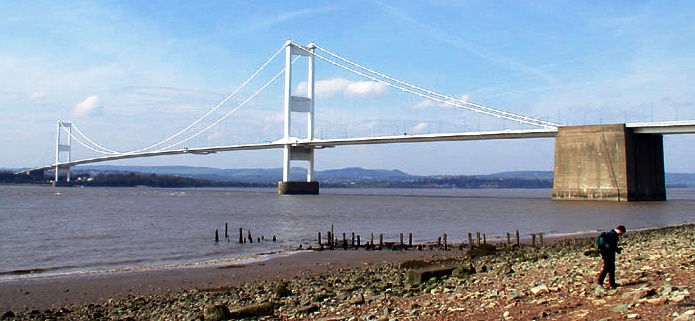
Pont sur la Severn
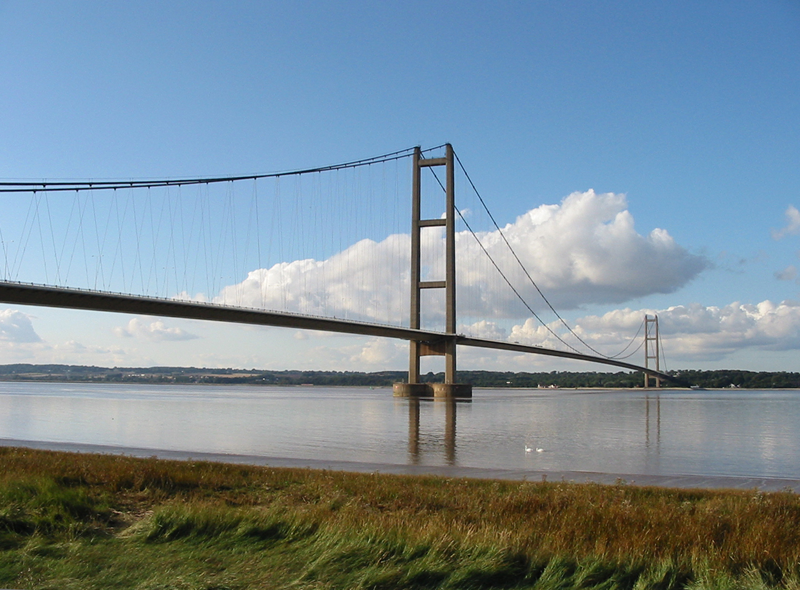
Pont du Humber

Il est devenu membre de l'Institution of Civil Engineers en 1937, Fellow en 1946, membre du conseil en 1951-1956 et 1956-1961, et président en novembre 1966 jusqu'en novembre 1967.
Son fils, Anthony Freeman, est mort à la suite de la chute d'un équipage mobile pendant la construction du pont Vasco de Gama, en avril 1997.

## Distinctions
- Grand-croix de l'ordre d'Orange-Nassau (1945)
- Commandeur de l'ordre de l'Empire britannique (1952)
- Knight Bachelor (1970)
- Telford Premium Prize de l'Institution of Civil Engineers